# 劇団め組
劇団め組（げきだんめぐみ）は、1984年に設立された日本の劇団。所在地は東京都武蔵野市吉祥寺。2014年に設立30周年を迎えた。ヨギプロダクションの所属タレントが在籍している。

## 概要
丹波道場出身の与儀英一らを中心に、児童演劇を携えて学校上演を始める。1993年には、大人向け公演をスタート。2001年より代表的シリーズ「幕末維新シリーズ」をスタートさせる。2003年に同シリーズが10作目となったことにより、新たに「元禄忠臣蔵シリーズ」を発表し、江戸開府400年関連イベントとしても参加。2004年の設立20周年記念に、「岡田以蔵」や「鞍馬天狗」等を上演。2005年には戦国時代の武将「信長－神に挑んだ男－」を、また戦後60周年特別企画とし平和へのメッセージを込めた「LA VIE EN ROSE」を上演。時代劇をメインに年3～4作上演し続けている。

## 所属俳優
劇団員はヨギプロダクション株式会社にタレントとして所属。

### 男性
- 藤原習作
- 松岡史明
- 菊川浩二
- 渡辺城太郎
- 酒井尊之
- 野村貴浩
- 新宮乙矢
- 成國英範
- 石原幸弘
- 菅原貴志
- 岡本純治
- 馬場真彦
- 入木純一
- 秋本一樹
- 亀川雅史
- 中武億人

### 女性
- 清水祐美子
- 武田久美子
- 横山千春
- 松本具子
- 吉葉結花
- 辻谷奈緒
- 羽田野優子

## 舞台作品

### 学校上演
- 泣いた赤おに / 走れメロス
- 青い鳥 / ヴェニスの商人
- はだかの王様 / 杜子春

### 一般公演
- 花の散るらむ…
- 落陽〜2・26事件〜
- 炎－ENKA－華
- The King of heaven
- Angel
- ヴィンセントの庭
- Dolphin
- 俠《第一章》蒲生哲也篇
- 俠《第二章》新宮乙矢篇
- 俠《外伝》二人静前篇（movie）
- 俠《外伝》二人静後篇
- 俠・特別篇〜Love Undying

幕末維新シリーズ
- 第1弾「明治任侠伝〜会津篇〜幕末動乱
- 第2弾「明治任侠伝〜会津篇〜戊辰残照」
- 第3弾「壬生狼外伝〜沖田と龍馬」
- 第4弾「明治任侠伝〜ある士族たちの物語」
- 第5弾「岡田以蔵」
- 第6弾「幕末異譚 大江戸喧嘩囃子」
- 第7弾「新撰組」
- 第8弾「坂本龍馬」
- 第9弾「徳川慶喜」
- 第10弾「赤報隊始末記」

元禄忠臣蔵シリーズ
- 第1弾「玄蕃と十平次」
- 第2弾「歌舞伎草紙 ひとり忠臣蔵」

創立20周年記念公演
- 第1弾「岡田以蔵」
- 第2弾 め組版「鞍馬天狗」
- 第3弾 神田山陽原作 講談「鼠小僧外伝」より「サンタが江戸にやってきた。」

- 「HITOKIRI 浅右衛門」
- 「信長－神に挑んだ男－」
- 「LA VIE EN ROSE」
- 「鬼夜叉」
- 「彰義隊後日譚 AssassiN」
- 「傀儡（くぐつ）〜忘れ得ぬ面影の総司」
- 「義経×2」
- 「LADY 椿 鹿鳴館狂詩曲」
- 「Warriors デンジャラスな俠達」
- 「MY WAY 名もなき戦士の詩」
- 「新選組」
- 「信長-NOBUNAGA」
- 「岡田以蔵2009」
- 「ONE vs HALF〜斉藤一vs中村半次郎〜」
- 「新明治仁侠伝〜The one story of SAMURAI〜」
- 「“P”s 〜Wings to fly〜」
- 「戦国傾奇武者伝 前田慶次郎」
- 「鬼界ヶ森」
- 「MY WAY 2013〜名もなき戦士の詩〜」

め組の祭り芝居
- 「鼠小僧」
- 「祀〜MATSURI〜」
- 「野郎歌舞伎 墨堤桜」
- 「伝奇浪漫 芳一」

め組のよぎんち
- 「マラカイト〜石言葉は危険な愛情〜」
- 「中田くんのお見合い」
- 「Angel〜星に歌えば〜」
- 「タイムカプセル〜過去と未来の交差点〜」

## 主な公演場所
- 博品館劇場
- 紀伊國屋サザンシアター
- 東京芸術劇場小ホール
- 吉祥寺シアター
- アサヒ・アートスクエア
- 下北沢「劇」小劇場
- ザ・ポケット
- SPACE107
- だて歴史の杜カルチャーセンター
- 調布市グリーンホール
- 新発田市民文化会館
- 辰野町民会館
- 矢板市民会館
- ティアラこうとう
- 稲美町立文化会館コスモホール
- 青森市中世の館
- 下妻市文化会館
- 山形市民会館
- 新庄市民文化会館
- 勝央文化ホール
- 姶良市文化会館 加音ホール